# Castelul Béldy din Jibou
Castelul Béldy este o construcție impunătoare de tip conac din orașul Jibou, județul Sălaj. Acesta este înscris pe lista monumentelor istorice din județul Sălaj, elaborată de Ministerul Culturii și Patrimoniului Național din România în anul 2010. Datând de la începutul secolului XX, castelul Béldy se află într-o frumoasă pădure de stejari, la circa 2-3 km de centrul orașului Jibou.

## Istoria castelului
Castelul a fost construit în preajma anului 1903 de familia Béldy pentru băiatul lor, groful Béldy Kálmán, atunci când acesta s-a căsătorit cu Pálma, fata grofului Wesselényi Béla, pe terenul dăruit tinerilor de acesta din urmă. Castelul de 1100 m², dotat cu teren de tenis, hipodrom și un parc frumos amenajat, a fost locul în care tinerii au trăit fericiți până la naționalizarea din 1948, când visele lor s-au năruit într-o clipă. Din fericire castelul nu a rămas nici un moment în paragină, la început a fost transformat în spital, apoi în azil de bătrâni. Acum în clădire funcționează un spital de neuropsihiatrie. Cu toate că marea parte a mobilierului a dispărut, clădirea a fost păstrată într-o stare bună. Pare incredibil, dar s-a păstrat și mobilierul bibliotecii, lipsesc doar oglinzile și sticlele vitrinelor. După evenimentele din 1989, moștenitorii au reintrat în posesia castelului și a terenului de cinci hectare care îl înconjoară. 

### Situația din prezent a castelului
Pentru a asigura funcționarea în continuare a spitalului de neuropsihiatrie și pentru a nu plăti lunar chiria cerută de urmași, Consiliul Județean a cumpărat castelul, devenind astfel proprietarul acestuia. Prețul plătit de județ pentru intrarea în posesia imobilului este de 915.154 lei. Castelul Béldy este ocupat de ani buni de Centrul de Integrare prin Terapie Ocupațională Jibou, aflat în subordinea Direcției Generale de Asistență Socială și Protecția Copilului (DGASPC) Sălaj. 
În ianuarie 2009, Castelul Béldy a fost retrocedat proprietarului de drept, Vasile Béldy. În 2008, conducerea județului hotăra închiderea CITO Jibou, urmând a se gasi soluții pentru mutarea celor 56 de bolnavi neuropsihici institutionalizați acolo. După retrocedare, DGASPC Sălaj plătea chirie proprietarului pentru spațiile ocupate.
Consiliul Județean a decis că e mai bine să cumpere imobilul, în condițiile în care chiria lunară s-a ridicat la 18.729 lei, bineînțeles cu acordul proprietarului Vasile Béldy și a soției sale.